# Sargantana corredora
La sargantana corredora o sargantana cendrosa o sargantaner petit (Psammodromus hispanicus) és una espècie de sauròpsid (rèptil) escatós més petit que el sargantaner gros (Psammodromus algirus) (menys de 5 cm de longitud de cap i cos, i 15 cm en total).

## Història i origen
Va ser descrita per Fitzinger el 1826. Psammodromus, del grec, significa "psammos" (sorra) i "dromos" (corredor) així: "corredor de la sorra"; hispanicus del llatí Espanya.

## Descripció

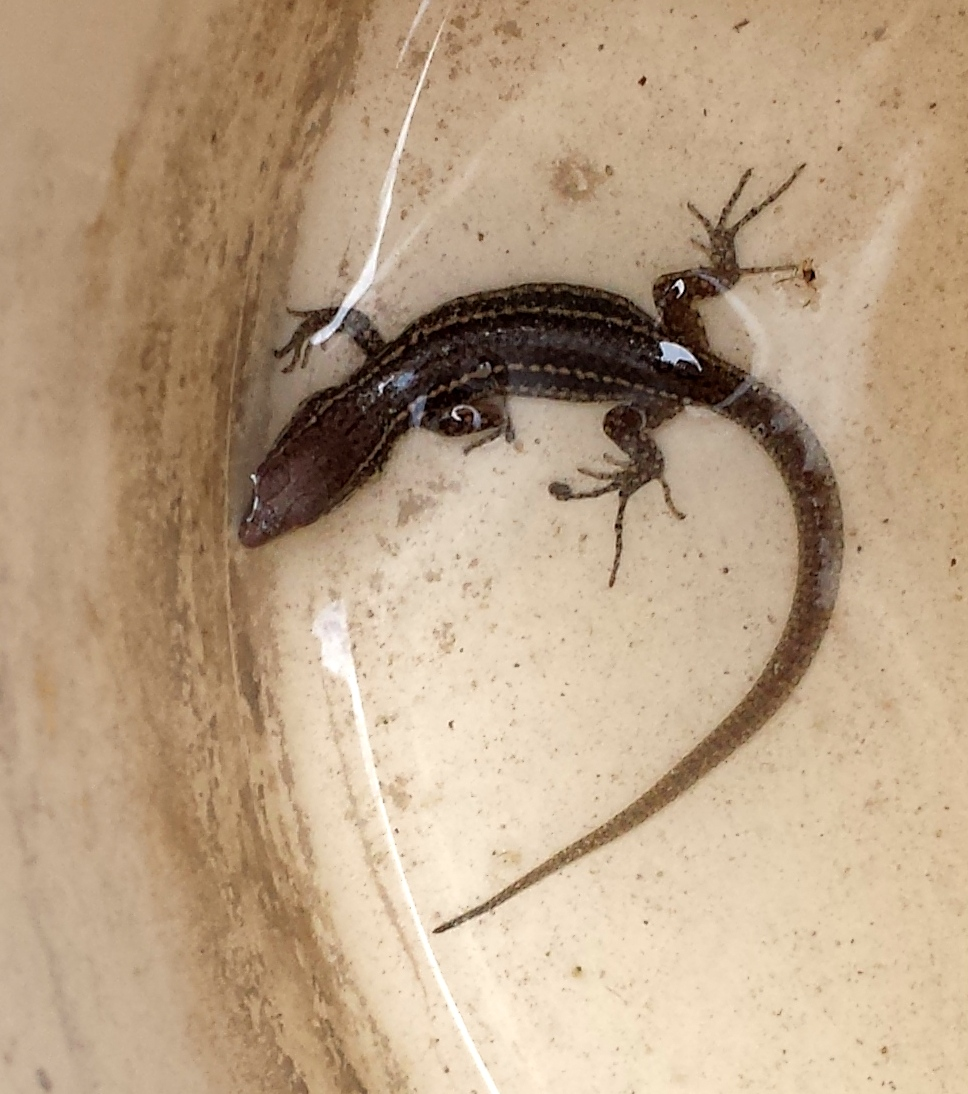
Sargantana corredora de la Serra de Castelltallat

Els seus ous mesuren 9 x 6-13 x 8 mm, la jove mesura de 20-25 mm de llarg, podent aconseguir 5 cm de llarg, la seva mida és d'1,5 el seu cos, el seu màxim corporal és de 15 cm. Són prims i allargats. Té la cua molt llarga, tenen escates. La seva coloració varia entre el marró i el cendrós amb dues ratlles longitudinals d'un color groguenc a cada costat juntament amb taques marrons i negres. Són marrons foscos, oliva marró o vermell molt fosc. La seva trompa és groguenca. La femella és més gran a la primavera pels seus ous.
Igual que les sargantanes cuallarga i cua-roja en ser capturades emeten sons aguts fàcilment audibles.
Es caracteritzen, com la resta dels Psammodromus, per les escates carenades en llom i costats.
- Posseeix escates dorsals imbricades i amb quilla en el dors, però no en té al costat del coll, on són substituïdes per escates granulars.

- Color variable, generalment gris o verd oliva, i malgrat que n'hi ha exemplars de coloració uniforme, el disseny més freqüent és la presència de quatre bandes blanc groguenques que discorren pel dors i dues o tres línies a cada costat. És freqüent la presència de taques tant blanques com negres en el dors.

## Hàbitat
Els seus hàbitats són zones amb vegetació arbustiva mediterrània, pastures temperades, àrees costaneres sorrenques, terra cultivable, pastures i jardins rurals.
Està amenaçada per la pèrdua d'hàbitat.
Està més localitzada en zones concretes més o menys sorrenques, però amb presència de vegetació baixa dispersa. Es coneix una població a la zona del Prat de Llobregat que ocupa aquests hàbitats.

## Subespècies
- Psammodromus hispanicus hispanicus- de la península Ibèrica
- Psammodromus hispanicus edwarsianus- de Provença

## Costums
Són actius de dia. Solen passar corrent entre grups de vegetació. S'enterra amb facilitat a la sorra, bo i amagant-se a gran velocitat entre les arrels de les plantes.
Crida en ésser capturada i durant la còpula, que acostuma a ésser al mes d'abril. Si és molestada, s'amaga fugint a la vegetació densa. Si se'ls captura, mosseguen.

## Alimentació
S'alimenta principalment d'artròpodes, i és molt significativa la presència d'aranyes en la seua dieta.

## Reproducció
Es reprodueixen després de sortir de la seva hibernació a la primavera. Després de només poques setmanes posa 2-8 ous, a sota de fenc, o de piles de branques. S'incuben en 8 setmanes. La femella pot posar dues postes. La posta té lloc en forats, sol donar-se el mateix mes d'abril. Els joves neixen al cap d'un mes i mig (48 dies) i seran capaços de reproduir-se l'any següent.

## Maduresa sexual i expectativa de vida
Viu només 2-3 anys, i molts moren després de la primera temporada d'aparellament; aconseguint la seva maduresa sexual en el seu primer any.

## Ecologia
Es troben fins a 1.500 msnm, en àrees seques i obertes de la Mediterrània.
Són depredades per moltes espècies: aus, insectes grans, escurçons, mamífers.